# IC 3597
IC 3597 је спирална галаксија у сазвјежђу Береникина коса која се налази на листи објеката дубоког неба у Индекс каталогу.
Деклинација објекта је + 23° 51' 49" а ректасцензија 12h 37m 24,6s. Привидна величина (магнитуда) објекта IC 3597 износи 15,1 а фотографска магнитуда 15,9. IC 3597 је још познат и под ознакама KUG 1234+241, PGC 86325.